# Blood Dreams
 (mai 2017).
Si vous disposez d'ouvrages ou d'articles de référence ou si vous connaissez des sites web de qualité traitant du thème abordé ici, merci de compléter l'article en donnant les références utiles à sa vérifiabilité et en les liant à la section « Notes et références ».
Albums de The Game
Black Monday
(2007) Compton King
(2008)
Blood Dreams est une mixtape non officielle du rappeur et acteur américain The Game, sortie en 2008.

## Liste des titres
| 1.    | Game Time (intro)                               | 0:16 |
| 2.    | Blood Dreams (BWS remix) (feat. Juice & Ya Boy) | 3:37 |
| 3.    | Recognize a Boss (feat. Eastwood)               | 2:36 |
| 4.    | Ghost Writer                                    | 3:52 |
| 5.    | Love Me No More (remix) (feat. Jim Jones)       | 3:54 |
| 6.    | Whats Going Down (feat. Marsha Ambrosius)       | 1:34 |
| 7.    | On Fire (feat. Juice)                           | 3:38 |
| 8.    | Curtis Kryptonite (interlude) (feat. Fat Joe)   | 0:39 |
| 9.    | Hard Times (feat. Lil Wayne)                    | 2:00 |
| 10.   | Homicide (feat. Lil Wayne)                      | 2:34 |
| 11.   | Run (feat. Snoop Dogg)                          | 4:14 |
| 12.   | Worldwide                                       | 1:22 |
| 13.   | Walk in Ghetto                                  | 3:43 |
| 14.   | Won’t Ever Stop                                 | 4:13 |
| 15.   | Killa Cali                                      | 2:53 |
| 16.   | Cali-Homies (feat. Black Wall Street)           | 7:39 |
| 17.   | Money                                           | 3:07 |
| 18.   | The Pledge                                      | 3:25 |
| 19.   | I’m a Soldier                                   | 2:23 |
| 20.   | Blood Dreams (outro)                            | 0:14 |
| 57:53 |                                                 |      |